# Red Checkers
Die Red Checkers sind das Kunstflug-Team der Royal New Zealand Air Force. Die Piloten fliegen die Pacific Aerospace PAC CT/4 Airtrainer. Früher verwendeten die Red Checkers die CT4B und North American T-6. Bis zum Jahr 1994 waren sie bei Wigram beheimatet. Die Flugzeuge, die durch das Team eingesetzt wurden, hatten eine Nase, die in einem roten und weißen karierte Muster bemalt war. Davon ist der Name des Teams abgeleitet, inzwischen ist das Logo auf einen kleinen karierten Streifen reduziert.
Das Team ist für seine Spiegelflugvorführungen bekannt. Es ist das einzige Royal-New-Zealand-Air-Force-Team das über längere Zeit existiert, das „katabatic“ de Havilland DH.100 Vampire-Team und die „Kiwi Red“ A-4 Skyhawk Team existierten nur wenige Jahre. Das Royal New Zealand Air Force Red Checkers Display Team, das während Day RNZAF Base Auckland Open 2007
Red Checker Piloten sind Fluglehrer der Royal New Zealand Air Force  Central Flying School  und Piloten der Pilot Training Squadron RNZAF auf der RNZAF Basis Ohakea.

## Unfälle
Squadron Leader Nick Cree wurde  am 14. Januar 2010 getötet. Sein CT-4 Trainingsflugzeug berührte den Boden beim Üben eines Displaymanövers in der Nähe RNZAF Basis Ohakea. Am 1. März 2010 berührten sich zwei Flugzeuge während des Trainings. An den Flugzeugen entstanden nur kleinere Schäden. Die Red Checkers wurden für den Rest der Saison gegroundet.